# Atalaya alata
Atalaya alata es una especie de árbol perteneciente a la familia de las sapindáceas. Es nativa de Australia.

## Descripción
Atalaya alata es un pequeño a mediano árbol de hoja caduca, con una corona escasamente ramificada. La hoja compuesta tiene 5-7 pares de foliolos  marcadamente asimétricos, a menudo en forma casi de hoz. Los márgenes de las hojas son dentadas, particularmente a lo largo del borde superior. Las flores son pequeñas y blancas y aparecen en septiembre a noviembre. El fruto tiene tres alas, 1 o 2 de las alas a menudo siendo desarrollados parcialmente. La fruta madura se produce en otoño. 

## Distribución y hábitat
Atalaya alata se encuentra en las laderas rocosas de las montañas Lebombo en el norte de KwaZulu-Natal, en el este de Gauteng, Suazilandia y Mozambique. Es sensible al frío, y se cultiva en condiciones cálidas.

## Usos
La madera es bastante ligera, frágil, de textura fina y de color amarillo pálido-blanco. Este árbol se asemeja Clausina anisata, a pesar de que no huele tan fuerte cuando se trituran las hojas.

## Taxonomía
Atalaya alata fue descrita por (Sim) H.M.L.Forbes y publicado en South African Journal of Science 36: 314. 1939.
Sinonimia
- Diacarpa alata Sim	[2]